# Sör-Svarttjärnen
Sör-Svarttjärnen är en sjö i Nordmalings kommun i Ångermanland och ingår i Lögdeälvens huvudavrinningsområde. Sjöns area är 0,004 kvadratkilometer och den befinner sig 220 meter över havet.